# I cavalieri del diavolo (film 1959)
I cavalieri del diavolo è un film del 1959 diretto da Siro Marcellini.

## Trama
Nella Francia dominata da Caterina de Medici scoppiano le guerre di religione. Il giovane Riccardo torna dalla guerra di Spagna per vendere le sue terre e trasferirsi nella capitale ma Luisa di Valency chiede la sua protezione contro il Duca di Vars che pretende di sposarla e ottenere in questo modo il dominio sulle sue proprietà. 
L'amore della ragazza e l'aiuto di altri compagni lo convincono a restare con astuzia e coraggio riesce a sabotare le mira del crudele duca fino ad ucciderlo in un accanito duello.